# Absit injuria verbo
A locução latina absit injuria verbo (lit. Não se ofenda pela (minha) palavra) é uma versão modificada de uma sentença de Tito Lívio, do original absit invidia verbo (Ab Urbe condita libri, IX, 19, 15) que significa: 1. "seja dito sem inveja"; 2. "seja dito sem injúria"; (A.R.); 3. “Esteja a palavra isenta de má vontade.” (P.R.); 4. “Expressão mais ou menos equivalente à nossa 'Com o perdão da (má) palavra'.” (P.R.); A locução é utilizada para quando se quer, de antemão, deixar clara a ausência de intenção de ofender o interlocutor.
O sentido, na verdade, não é muito diferente. Em alguns casos, sublinha-se que o pensamento que o orador expressa (ou gostaria de expressar) um conceito objetivo, não incompreendido ou interpretado pelo ouvinte, e principalmente que não o ofenda. Ou seja, uma expressão atenuativa com a qual, normalmente, está acompanhada por declarações que podem parecer ofensivas, mas ditas com franqueza e para o bem da verdade, ou para comunicar uma decisão proferida por outros.